# Korestia
Korestia  este un oraș în Grecia în prefectura Kastoria.